# Pangrapta marmorata
Pangrapta marmorata är en fjärilsart som beskrevs av Otto Staudinger 1888. Pangrapta marmorata ingår i släktet Pangrapta och familjen nattflyn. Inga underarter finns listade i Catalogue of Life.